# Incheville
Incheville – miejscowość i gmina we Francji, w regionie Normandia, w departamencie Sekwana Nadmorska.
Według danych na rok 1990 gminę zamieszkiwały 1484 osoby, a gęstość zaludnienia wynosiła 188 osób/km² (wśród 1421 gmin Górnej Normandii Incheville plasuje się na 146. miejscu pod względem liczby ludności, natomiast pod względem powierzchni na miejscu 474.).